# Fiat Tipo TRV6
El Fiat Tipo TRV6 es un prototipo de carreras fabricado en Argentina por la firma Top Race a pedido de la filial argentina de la marca italiana Fiat, para su participación exclusiva dentro de la categoría Top Race V6. El mismo, es un prototipo con carrocería genérica fabricada en fibra de vidrio, montada a una estructura de caños reticulados y que lleva tanto en su parte frontal como posterior, elementos de diseño del modelo de producción Fiat Tipo II.
El desarrollo y puesta en pista de estas unidades estuvo a cargo del equipo Octanos Competición, quienes desde 2017 llevaban adelante la representación oficial de Fiat para competir tanto en la divisional mayor, como en la Top Race Series, donde también utiliza prototipos similares con una temática similar de identificación.
Si bien el coche fue presentado en 2018 como reemplazo para el modelo anterior Fiat Linea TRV6, el diseño de su carrocería fue adaptado para su participación en la divisional TRV6, basándose en una estructura presentada en el año 2012 obra del proyectista Juan Carlos Pianetto, mientras que su diseño corrió por cuenta del bocetista José Luis Denari.
Su participación se extendió hasta el año 2021, tras la cual se resolvió sustituir el modelo Tipo (que había dejado de comercializarse en el país en 2020) por el modelo Cronos, utilizando la misma temática de producción.

## Resultados obtenidos
| #  | Piloto              | Fechas | Fechas | Fechas | Fechas | Fechas | Fechas | Fechas | Fechas | Fechas | Fechas | Fechas | Fechas | Fechas | Fechas | Fechas | Puntos | Posición final |
| #  | Piloto              | 01     | 02     | 03     | 04     | 05     | 06     | 07     | 08     | 09     | 10     | 11     | 12     | 13     | 14     | 15     | Puntos | Posición final |
| -- | ------------------- | ------ | ------ | ------ | ------ | ------ | ------ | ------ | ------ | ------ | ------ | ------ | ------ | ------ | ------ | ------ | ------ | -------------- |
| 29 | Ricardo Risatti III |        |        | 8º     | 6º     | 11     | Ex.    | Ex.    | 18     | 14     | 18     | 1º     | 14     | 14     | 14     | 9º     | 38.00  | 13.º           |
| 36 | Damián Fineschi     | 10     | 14     | 20     | NP     | NP     | NP     | NP     | NP     | NP     | NP     | NP     | NP     | NP     | NP     | NP     | 1.00   | 20.º           |
| 38 | Bruno Boccanera     | 19     | 19     | 19     | 15     | 19     | 13     | Ex.    | 15     | NP     | NP     | NP     | NP     | NP     | NP     | NP     | 0.00   | 22.º           |

| #   | Piloto              | Fechas | Fechas | Fechas | Fechas | Fechas | Fechas | Fechas | Fechas | Fechas | Fechas | Fechas | Fechas | Fechas | Fechas | Fechas | Fechas | Puntos | Posición final |
| #   | Piloto              | 01     | 02     | 03     | 04     | 05     | 06     | 07     | 08     | 09     | 10     | 11     | 12     | 13     | 14     | 15     | 16     | Puntos | Posición final |
| --- | ------------------- | ------ | ------ | ------ | ------ | ------ | ------ | ------ | ------ | ------ | ------ | ------ | ------ | ------ | ------ | ------ | ------ | ------ | -------------- |
| 8   | Martín Ponte        | 14     | 10     | 13     | NP     | NP     | NP     | NP     | NP     | NP     | NP     | NP     | NP     | NP     | NP     | NP     | NP     | 1.00   | 20.º           |
| 18  | Juan Pablo Barucca  | NP     | NP     | NP     | NP     | NP     | NP     | NP     | NP     | 14     | 13     | 13     | 13     | 16     | 7.º    | 11     | 8.º    | 10.00  | 15.º           |
| 29  | Ricardo Risatti III | 8.º    | SV     | 10     | 7.º    | 5.º    | 14     | 6.º    | 12     | 4.º    | 4.º    | 3.º    | 3.º    | 11     | 1.º    | 3.º    | 4.º    | 145.00 | 5.º            |
| 116 | Alan Ruggiero       | NP     | NP     | NP     | 14     | 14     | 13     | NP     | NP     | NP     | NP     | NP     | NP     | NP     | NP     | NP     | NP     | 0.00   | 27.º           |

| #  | Piloto             | Fechas | Fechas | Fechas | Fechas | Fechas | Fechas | Fechas | Fechas | Fechas | Fechas | Fechas | Puntos | Posición final |
| #  | Piloto             | 01     | 02     | 03     | 04     | 05     | 06     | 07     | 08     | 09     | 10     | 11     | Puntos | Posición final |
| -- | ------------------ | ------ | ------ | ------ | ------ | ------ | ------ | ------ | ------ | ------ | ------ | ------ | ------ | -------------- |
| 25 | Norberto Fontana   | 7.º    | 10.º   | NP     | NP     | NP     | NP     | NP     | NP     | NP     | NP     | NP     | 6.00   | 21.º           |
| 40 | Marcelo Ciarrocchi | NP     | NP     | 10.º   | 9.º    | 6.º    | 3.º    | 6.º    | 4.º    | 6.º    | 8.º    | 4.º    | 76.00  | 6.º            |
| 59 | Emmanuel Cáceres   | NP     | NP     | 13.º   | 10.º   | 12.º   | 7.º    | 7.º    | 9.º    | 9.º    | 14.º   | 7.º    | 27.00  | 12.º           |

| #  | Piloto             | Fechas | Fechas | Fechas | Fechas | Fechas | Fechas | Fechas | Fechas | Fechas | Fechas | Fechas | Fechas | Fechas | Fechas | Fechas | Fechas | Puntos | Puntos   | Puntos | Posición final |
| #  | Piloto             | 01     | 02     | 03     | 04     | 05     | 06     | 07     | 08     | 09     | 10     | 11     | 12     | 13     | 14     | 15     | 16     | Base   | Descarte | Total  | Posición final |
| -- | ------------------ | ------ | ------ | ------ | ------ | ------ | ------ | ------ | ------ | ------ | ------ | ------ | ------ | ------ | ------ | ------ | ------ | ------ | -------- | ------ | -------------- |
| 14 | Stéfano Di Palma   | 4.º    | NRP    | 11.º   | 6.º    | 3.º    | 11.º   | 9.º    | 6.º    | 14.º   | 6.º    | 6.º    | 4.º    | 5.º    | 7.º    | 16.º   | 4.º    | 103    | -2       | 101    | 7.º            |
| 15 | Marcelo Chiappetta | 12.º   | NP     | NP     | NP     | NP     | NP     | NP     | NP     | NP     | NP     | NP     | NP     | NP     | NP     | NP     | NP     | 0      | 0        | 0      | 22.º           |
| 69 | Adrián Hamze       | NP     | 9.º    | 6.º    | 11.º   | 13.º   | 14.º   | 15.º   | NRP    | 12.º   | 11.º   | 15.º   | 11.º   | 13.º   | NP     | 15.º   | 14.º   | 6      | 0        | 6      | 19.º           |

## Especificaciones técnicas
| Modelos              | Fiat Tipo TRV6                                           |
| -------------------- | -------------------------------------------------------- |
| Valores              |                                                          |
| Período              | 25 de febrero de 2018 - 19 de diciembre de 2021          |
| Carrozado            | Símil Mercedes-Benz C W204                               |
| Motorización         | TRV6 by Berta, 6 cilindros en V                          |
| Cilindrada           | 3500 cm³                                                 |
| Tracción             | Trasera                                                  |
| Potencia             | 400 Hp a 7300 rpm                                        |
| Par Motor            | 42.5 kgm a 5800 rpm                                      |
| Rel. Compresión      | 11:1                                                     |
| Transmisión          | Sáenz TT3, secuencial de 6 velocidades                   |
| Batalla              | 2820 mm                                                  |
| Trocha Delantera     | 2820 mm                                                  |
| Trocha Trasera       | 2820 mm                                                  |
| Frenos Delanteros    | Discos Raybestos - Cáliper Doppler - Pastillas Raybestos |
| Frenos Traseros      | Discos Raybestos - Cáliper Doppler - Pastillas Raybestos |
| Chasis               | Estructura tubular de acero SAE 1030                     |
| Suspensión Delantera | Independiente con paralelogramo deformable               |
| Suspensión Trasera   | Independiente con paralelogramo deformable               |
| Vel. Máx.            | 290 km/h                                                 |
| Diferencial          | Marca Winter, con sistema de reenvío                     |